# Jacopo Gasparini
Jacopo Gasparini (Volpago del Montello, 23 marzo 1879 – Asmara, 16 maggio 1941) è stato un diplomatico italiano.

## Biografia
Fu governatore d'Eritrea, ambasciatore nello Yemen e reggente in Somalia, distinguendosi nella diplomazia durante tutto il Ventennio, quasi interamente passato in terra d'Africa. La carica di Governatore d'Eritrea, che ricoprì fino al 1928, gli fu conferita nel 1923, ed ebbe un'importanza fondamentale nelle trattative fra il sovrano dello Yemen, Imam Yahyà ("El Ymam Jahia"), e il Governo italiano.
Gasparini si impegnò in quello stesso periodo nella ricostruzione di Massaua, colpita dal forte terremoto del 1921: la città divenne un importante centro per la commercializzazione dei prodotti e delle materie prime provenienti dall'Etiopia. Promosse, inoltre, la bonifica di 15.000 ettari di terreno a Tessenei, a ridosso del fiume Gash, per la produzione di caffè, cotone e china.
Rimasero famosi alcuni filmati, conservati dall'Istituto Luce, fatti girare ad Asmara dal governatore, tra i quali si ricordano: "Aspetti e ricordi di S.A.R. il Duca degli Abruzzi nel suo viaggio in Abissinia", "Trasporto in Eritrea delle Salme degli Italiani caduti in Adua" girato fra il 1926 e il 1928, "Principe Umberto di Piemonte in Eritrea" girato nel 1928.
Jacopo Gasparini, inoltre, passò alla storia per aver tentato un colpaccio che avrebbe reso l'avventura in Eritrea ben diversa: acquistare un protettorato sullo Yemen. Gli inglesi, ovviamente, riuscirono ad ostruire l'operazione, ma il peggio lo compì Mussolini, che tergiversò e si lasciò sfuggire il controllo di un'interessante area petrolifera.
Jacopo, figlio di Giovanni Gasparini e di Melania Gardìn, ebbe come residenza italiana la grande villa Spineda di Venegazzù di Volpago del Montello, dove ospitò diplomatici, ambasciatori del Regno e delegazioni straniere, tra cui il Negus d'Etiopia, l'Imam Yahya e i generali Attilio Teruzzi e Giuseppe Vaccari.
Morì ad Asmara in Eritrea il 16 maggio 1941 per arresto cardiaco.
Il 14 maggio 2011, in occasione del 70° della morte del Governatore, si è svolta una giornata di studio alla quale hanno partecipato, in qualità di relatori, Marino Parolin, Alessandro Facchin, Massimo Visentin e Massimo Zaccaria, quest'ultimo docente presso l'Università di Pavia.